# Vladimir Granovskij
Vladimir Granovskij (27. února 1910 Oleksandrija – 20. srpna 1984) byl ruský vojenský a civilní fotograf agentury RIA Novosti. Od roku 1926 do roku 1984 působil jako fotoreportér TASS. V letech 1941–1945 byl válečným fotokorespondentem Zvláštní moskevské armády protivzdušné obrany. Roku 1968 mu byl udělen titul Zasloužilý pracovník kultury RSFSR. Je známý dokumentováním Velké vlastenecké války.

## Tvorba
Současníci označovali Granovského za „fotografického kronikáře Moskvy“. Pro ty, kdo Moskvu znají a milují, mají jeho snímky zvláštní hodnotu — ukazují, jak se tvář hlavního města proměňovala v průběhu půlstoletí. Granovskij začal Moskvu fotografovat koncem 20. let 20. století a po desetiletích se vracel na stejná místa — náměstí a ulice — aby „zdokumentoval“ proměny: Sucharevské náměstí z roku 1928 a totéž místo počátkem 80. let už jako Kolchozní náměstí, Kalančevské — Komsomolské náměstí, Dorožomilovská zastávka — nábřeží Tarase Ševčenka, Strastné — Puškinovo náměstí, Krasnaja Presňa.
Neúnavný pracovník se stativem a těžkým fotoaparátem — fotil ještě na skleněné desky — stíhal být všude: zachycoval stavby v centru hlavního města i okolní vesnice jako Troparevo, Kuzminki nebo Medvedkovo, na jejichž místě dnes stojí rozsáhlé městské čtvrti.
Moskva první poloviny 20. století je na snímcích Granovského monumentální, velkolepá a působivá. V rozsáhlém dědictví fotografického zobrazení Moskvy je Granovského rukopis zřetelný a snadno rozpoznatelný. Akademicky přísná kompozice snímků, přesně nalezený vizuální střed, pečlivě zvolená denní doba pro nejlepší nasvícení objektů, emocionální zdrženlivost — to vše svědčí o důkladné přípravě před samotným fotografováním.
Granovského snímky nejsou pouhou technickou reprodukcí městské architektury, ale zachycují ducha doby prostřednictvím lidí a detailů městského života: Sovětské náměstí v oblaku létajících holubů, odpočinková zóna VDNCh s pompézními fontánami a širokými bulváry, dopravní ruch na ulici Gorkého v „dopravní špičce“…
Zvláštní místo v Granovského archivu zaujímá válečná Moskva. Jeho fotografie jsou unikátním svědectvím o Velké vlastenecké válce a dnes jsou uchovávány v Centrálním muzeu ozbrojených sil v Moskvě.

## RIA Novosti
Pracoval pro ruskou informační agenturu RIA Novosti, což byla státní zpravodajská agentura pro mezinárodní informace se sídlem v Moskvě. Historie agentury sahá do 24. června 1941, kdy dva dny po napadení Sovětského Svazu byla založena Sovětská informační kancelář (Советское Информационное Бюро; Совинформбюро). Byla založena usnesením vlády Sovětského svazu a ÚV KSSS. Jejím hlavním úkolem bylo přinášet informace o zahraničních vojenských událostech a o událostech v domácím životě. V jisté době byl vydáván bulletin v papírové podobě a vysílán v rádiu (od 14. října 1941 do 3. března 1942). Hlavním úkolem bylo sestavovat zprávy o situaci na frontové válečné linii, situaci na domácí frontě a v partyzánském hnutí. Dne 9. prosince 2013 podepsal ruský prezident Vladimir Putin dekret o zrušení této agentury a rozhlasové stanice Hlas Ruska a jejich sloučení do nově vzniklé agentury Rusko dnes (Rossija segodňa).

## Galerie

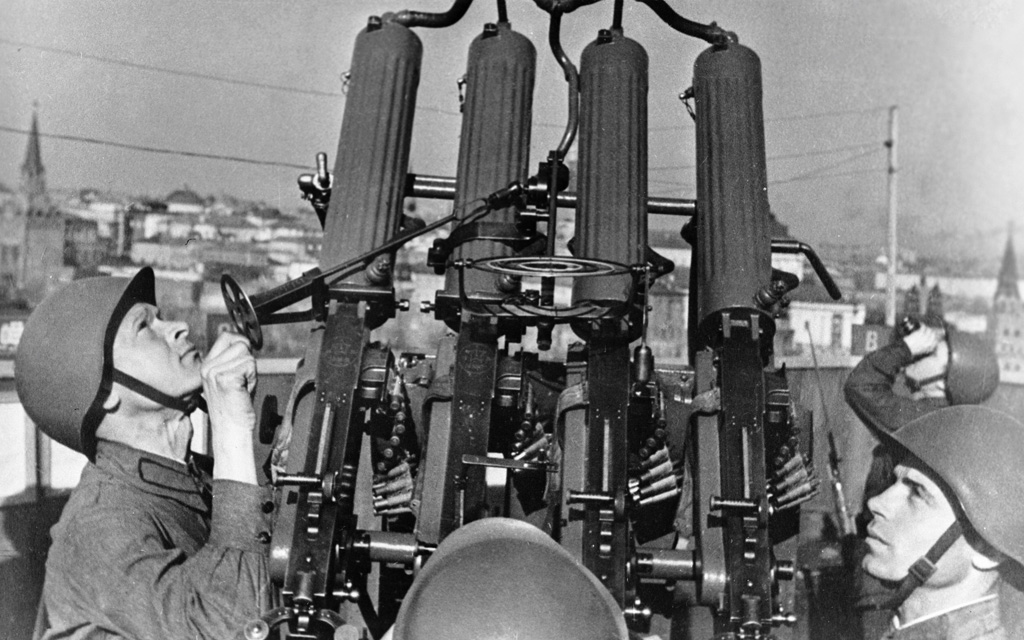
„Protiletadloví střelci připravují protiletadlový kulomet k boji.“ Protiletadloví střelci bránící Moskvu během Velké vlastenecké války připravují protiletadlový kulomet k boji. Rusko, Moskva, 21. června 1942
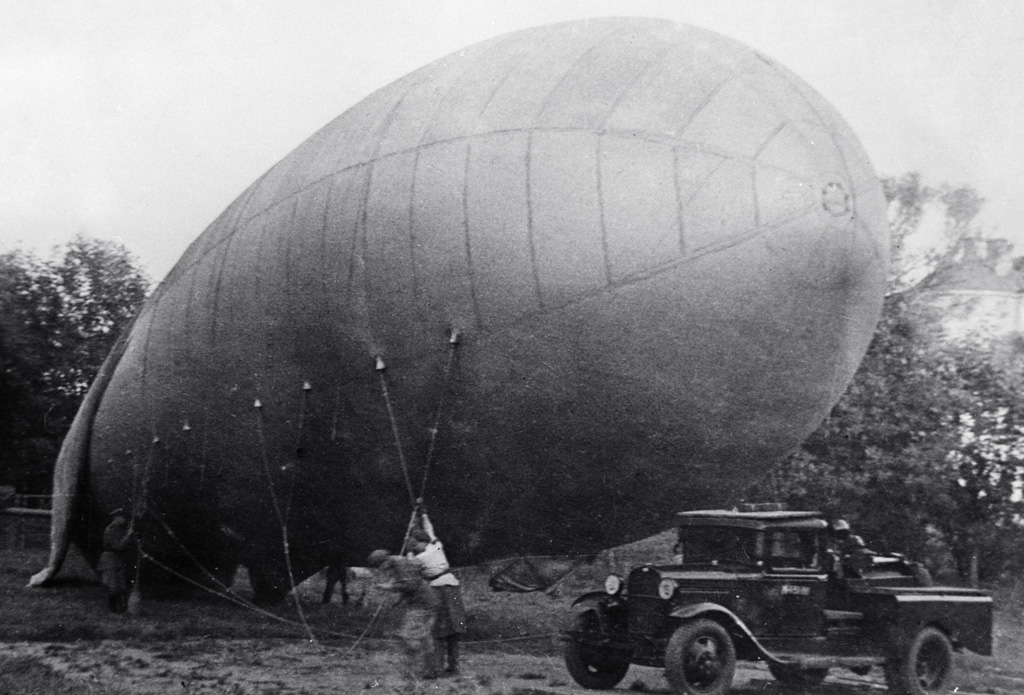
„Vojenský personál připravuje balón.“ Moskva, Rusko, 20. června 1942
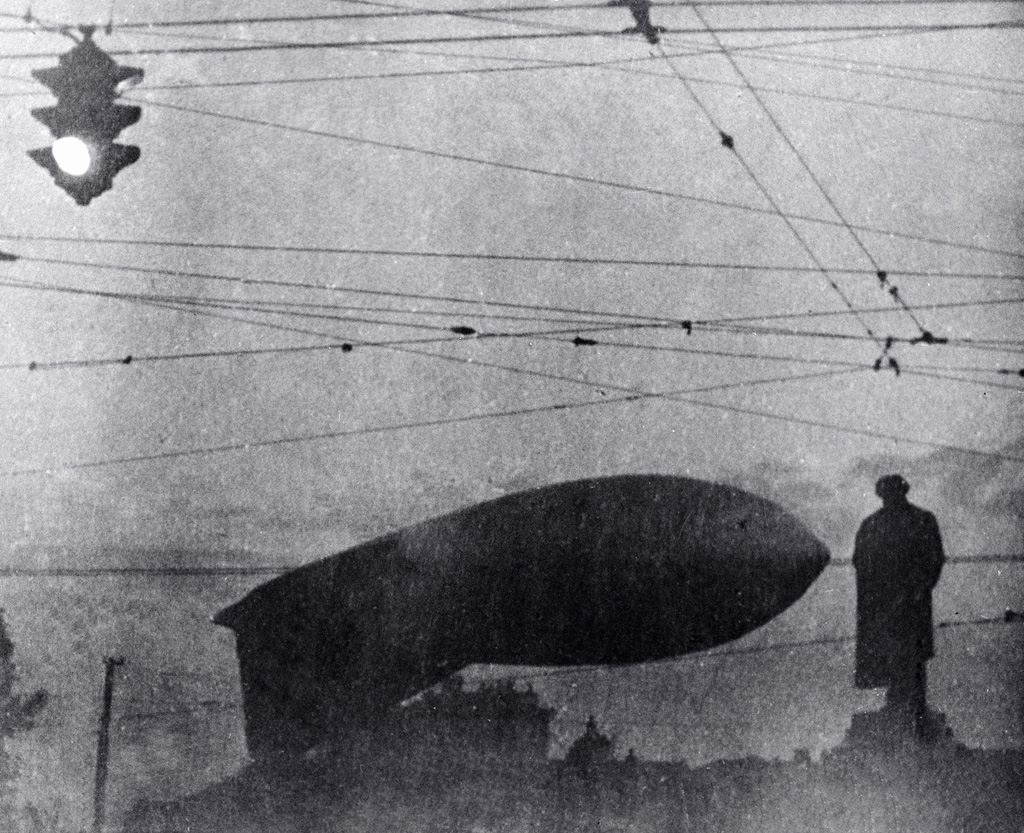
„Vojenský balón nedaleko Puškinova pomníku.“ Velká vlastenecká válka, Rusko Moskva, 19. července 1942
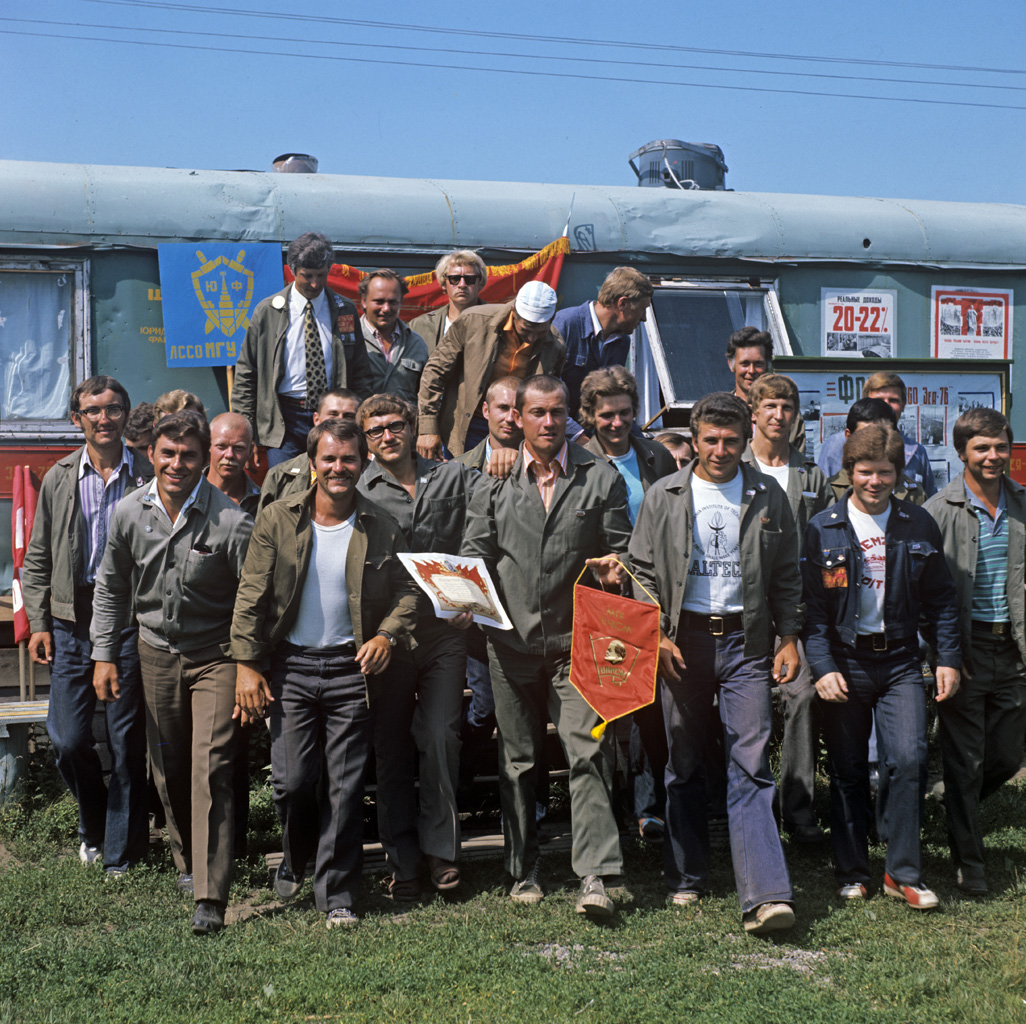
„Studenti filozofické fakulty Moskevské státní univerzity se přišli podívat na staveniště Zejské vodní elektrárny.“ Rusko, 1. srpna 1976.